# 塞尔日·阿罗什
塞尔日·阿罗什（法語：Serge Haroche，1944年9月11日—），法国物理学家、法国科学院院士，美国国家科学院外籍院士，巴黎高等师范学院教授。他的博士论文导师是1997年诺贝尔物理学奖得主克洛德·科昂-唐努德日。
2012年，因为研究能够量度和操控个体量子系统的突破性实验方法，阿罗什与美国物理学家戴维·瓦恩兰共同荣获诺贝尔物理学奖。

## 生平
阿罗什是一位出生于摩洛哥的法国犹太人，现在居住于巴黎，已婚育有两个孩子。阿罗什的母亲出生于俄国，是一位教师，父亲是律师。阿罗什是法国物理学会、欧洲物理学会的会员，美国物理学会的会员及会士。
阿罗什是法国歌星、作曲家与演员拉法叶·阿罗什的叔叔。

## 研究领域和成果
塞尔日·阿罗什的工作属于物理学三大领域中的“原子分子与光物理”部分（另两个是粒子物理和凝聚体物理学）。他的主要研究领域是量子光学和量子信息学，对量子光学中的量子电动力学研究做出过重要贡献，在实验量子力学领域享有盛名。他在腔电动力学方面的主要成就包括：在一个腔体中观察到单原子自发辐射有所增强；利用微波腔实现了对单个原子的囚禁；单个光子的量子非破坏测量；直接测定了腔体中的场量子化；直接监控介观量子退相干现象；实现了光子存储；完成了量子信息过程的许多步骤比如产生原子-原子、原子-光子的纠缠态；实现了将光子和原子作为“量子比特”的量子逻辑门操作。

## 參閱
- 腔量子電動力學